# Tom Baker

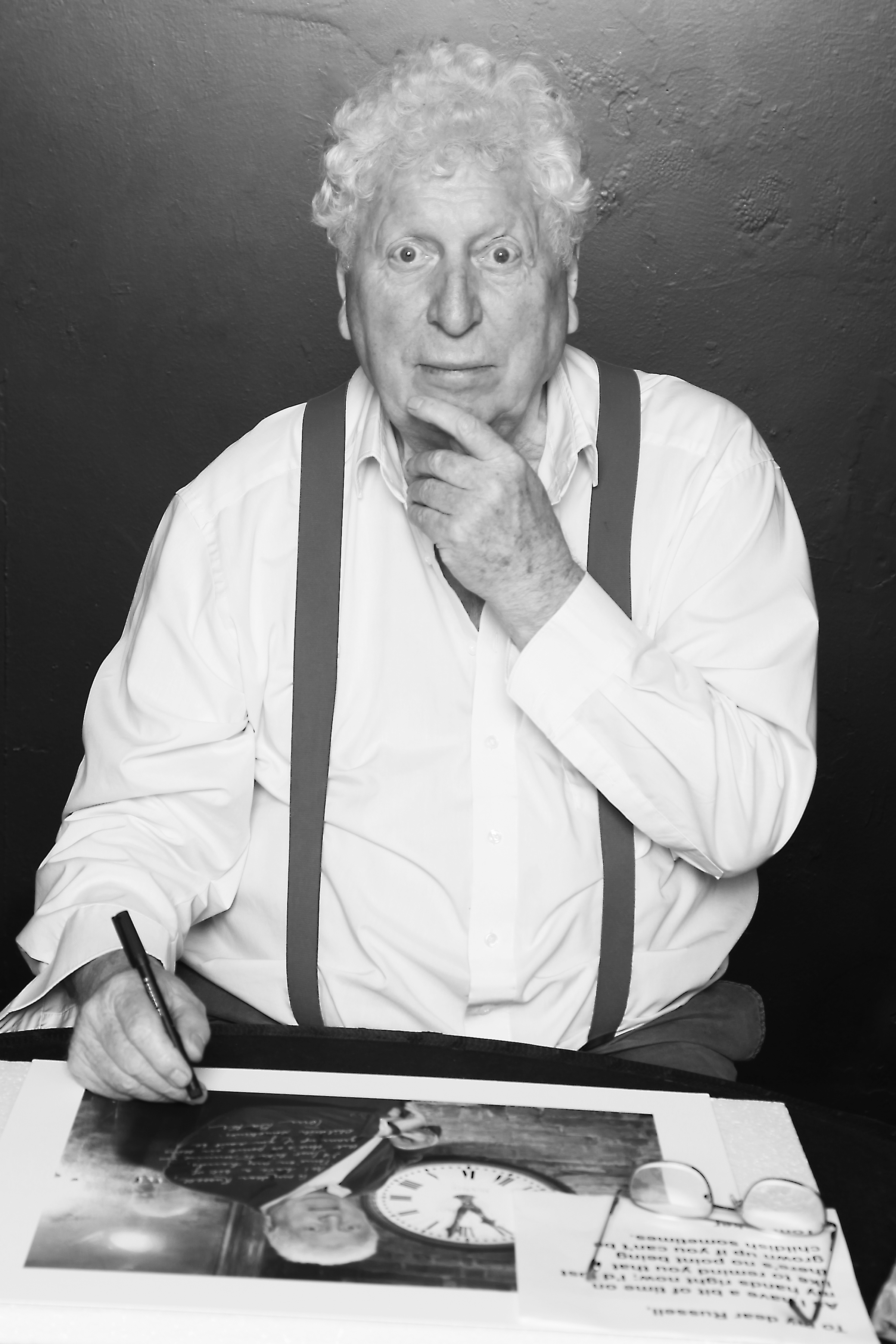
Tom Baker

Thomas Stewart „Tom“ Baker (* 20. Januar 1934), MBE, ist ein englischer Schauspieler und Komödiant. Seine bekannteste Rolle ist die des vierten Doktors von 1974 bis 1981 in Doctor Who.

## Leben

### Frühes Leben
Baker wurde in der Scotland Road, Liverpool, als Sohn von Mary Jane, einer Putzfrau, und John Stewart Baker, einem Seemann, geboren. Baker wuchs in der Arbeiterklasse auf. Er verließ mit 15 die Schule und war sechs Jahre lang Mönch. Er diente von 1955 bis 1957 im British Army Medical Corps. Zu der Zeit begann er die Schauspielerei als Hobby.

### Vor Doctor Who
1971 bekam Baker seine erste Rolle als Rasputin in Nicholas and Alexandra. 1972 spielte er in The Canterbury Tales. Am präsentesten in Deutschland dürfte er wohl sein als böser Magier Koura in Sindbads gefährliche Abenteuer (1973).

### Doctor Who (1974–1981)
1974 übernahm Baker die Hauptrolle in Doctor Who von Jon Pertwee. Er wurde wegen seines Auftritts in The Golden Voyage of Sinbad verpflichtet.
Als Doktor waren seine ultralangen, bunten Schals und seine „Jelly Babies“ sein Markenzeichen. Baker hatte die Rolle des Doktors am längsten aktiv inne – sieben Jahre in Folge. Er prägte viele Aspekte der Persönlichkeit des Doktors. Baker ist der beliebteste Doktor-Darsteller. Bei jährlichen Umfragen im Doctor Who Magazine wurde er nur zweimal nicht „Bester Doktor“.
2013 hatte Baker einen Cameo-Auftritt im 50-Jährigen Geburtstags-Special der Serie.
Baker ist nicht verwandt mit Colin Baker, dem sechsten Doktor.
Im Jahre 2010 unterschrieb er einen Vertrag für drei Staffeln à sieben Episoden Hörspiele bei der Firma Big Finish, in denen er wieder den Doktor spielt. Die erste Staffel soll ab dem Januar 2012 veröffentlicht werden. Die dritte Staffel, in der Elisabeth Sladen ihre Rolle als Sarah Jane Smith wieder an seiner Seite aufnehmen sollte, wurde abgesagt, da Sladen Anfang April 2011 noch vor Beginn der Aufnahmen an Krebs starb.
Außerdem spielte Baker die Rolle des Doktors auch in den BBC-Audiobooks Hornets’ Nest (2009), Demon Quest (2010) und Serpent Crest (2011), welche jeweils aus vier Teilen bestehen, die immer jeweils im September, Oktober, November und Dezember des jeweiligen Erscheinungsjahres veröffentlicht wurden.
2017 wirkte er an der Fertigstellung der Folge "Shada" mit, die 1979 als Staffelfinale geplant gewesen war, aufgrund eines Streiks aber nicht hatte fertiggestellt werden können. Die fehlenden Szenen wurden zum größten Teil als animierte Sequenzen hergestellt und brauchten von den Schauspielern nur noch synchronisiert zu werden. Aber es wurden auch Realszenen mit dem Doctor als altem Mann gedreht, die schon im seinerzeitigen Drehbuch von Douglas Adams enthalten waren.

### Andere Auftritte während und nach Doctor Who
In den 1980ern spielte Baker den Captain Redbeard Rum in Blackadder, Sherlock Holmes in Der Hund von Baskerville von 1982 und Father Ferguson in The Life and Loves of a She-Devil (1986). 1984 spielte er den Interpol-Agent Anatole Blaylock in einer Folge der Serie Remington Steele. In den 1990ern spielte er u. a. den Software-Agenten in Douglas Adams’ Hyperland und den Professor Geoffrey Hoyt in Medics. Im Film Dungeons & Dragons (2000) spielte er Halvarth. Ab 2001 war Baker der Erzähler von Little Britain auf BBC Radio 4 und im Fernsehen.
2020 wurde Baker für das Ayreon Album "Transitus" als Erzähler engagiert.

### Persönliches Leben
Baker heiratete 1961 Anna Wheatcroft. Sie hatten zwei Söhne und wurden 1966 wieder geschieden. 1980 heiratete er Lalla Ward, die in Doctor Who zwei Jahre lang seine Begleiterin Romana spielte. Die Ehe hielt 16 Monate. 1986 heiratete Baker Sue Jerrard, eine Mitautorin bei Doctor Who. Seit 2006 lebt er mit ihr in Sussex.

## Bezüge in der Popkultur
- Die Band The Human League publizierte 1980 einen Titel namens Tom Baker auf der B-side ihrer Single Boys and Girls. Der Titel ist instrumental auch in ihrem Album Travelogue.
- Der nach Tom Baker gezeichnete vierte Doktor erscheint bei den Simpsons in den Folgen Sideshow Bob’s Last Gleaming und Treehouse of Horror X.
- In der Fernsehserie Futurama ist der nach Tom Baker gezeichnete vierte Doktor in der Folge 6x15 Möbius Dick zu sehen.

## Filmografie (Auswahl)
- 1967: The Winter's Tale
- 1971: Nikolaus und Alexandra (Nicholas and Alexandra)
- 1972: Pasolinis tolldreiste Geschichten (The Canterbury Tales)
- 1973: Liebe Eltern (Cari genitori)
- 1973: In der Schlinge des Teufels (The Vault of Horror)
- 1973: Frankenstein, wie er wirklich war (Frankenstein: The True Story, Fernsehfilm)
- 1973: Sindbads gefährliche Abenteuer (The Golden Voyage of Sinbad)
- 1974: Luther
- 1974: Das Labor des Grauens – The Freakmaker (The Mutations)
- 1974–1981: Doctor Who (Fernsehserie, 173 Folgen)
- 1979: Good King Memorex
- 1980: Der Fluch des Tut-Ench-Amun (The Curse of King Tut’s Tomb, Fernsehfilm)
- 1982: Der Hund von Baskerville (Hound of the Baskervilles, Miniserie, 4 Folgen)
- 1984: Remington Steele (Fernsehserie, Folge 2x21)
- 1984: Die verrückten Abenteuer des Robin Hood (The Zany Adventures of Robin Hood, Fernsehfilm)
- 1985: Enemy Mine – Geliebter Feind (Enemy Mine)
- 1986: Blackadder (Fernsehserie, Folge 2x03 Kartoffeln)
- 1989: Die Wölfe von Willoby (The Wolves of Willoughby Chase)
- 1990: Die Chroniken von Narnia: Der silberne Sessel (The Silver Chair, Fernsehserie, 5 Folgen)
- 1991: Hitler zu verkaufen (Selling Hitler, Miniserie, 4 Folgen)
- 1992: Cluedo (Fernsehserie, 6 Folgen)
- 1992–1995: Medics (Fernsehserie, 34 Folgen)
- 1993: Doctor Who: Dimensions in Time (Kurzfilm)
- 1998: Backtime
- 2000: The Canterbury Tales (Fernsehserie, Folge 2x01, Stimme)
- 2000: Dungeons & Dragons
- 2000–2001: Randall & Hopkirk (Deceased) (Fernsehserie, 10 Folgen)
- 2003–2006: Little Britain (Fernsehserie, 23 Folgen, Stimme als Erzähler)
- 2004: Das kleine Rentier (The Little Reindeer, Fernsehfilm, Stimme)
- 2004–2005: Monarch of the Glen (Fernsehserie, 12 Folgen)
- 2006: Global Haywire
- 2007: Agatha Christie’s Marple (Fernsehserie, Folge 3x03 Towards Zero)
- 2007–2008: The Beeps (Fernsehserie, 45 Folgen, Stimme)
- 2013: Saving Santa – Ein Elf rettet Weihnachten (Saving Santa, Stimme)
- 2013: Doctor Who: Der Tag des Doktors (The Day of the Doctor; Doctor Who 50th Anniversary; 3D-Kinofilm; Cameo-Auftritt)
- 2016–2017: Star Wars Rebels (Fernsehserie, 5 Folgen, Stimme)
- 2018: Galactic Glitter Tours (Kurzfilm)
- 2019: Willkommen im Wunder Park (Wonder Park, Stimme)
- 2020: The Home Assistants of Death (Kurzfilm)